# Hawaii (film 2023)
Hawaii è una commedia francese del 2023 diretto da Mélissa Drigeard.

## Trama
Un gruppo di amici va in vacanza alle Hawaii, ma la mattina del 13 gennaio 2018 suona un allarme missilistico e, sentendo che la fine è ormai vicina, decidono di confessare i loro segreti; tuttavia, alla fine del film si scopre che si trattava di un falso allarme.

## Distribuzione
Il film è stato distribuito nelle sale cinematografiche francesi a partire dal 10 maggio 2023.

## Accoglienza
Nel suo primo giorno di uscita in Francia, Hawaii ha registrato 12.837 spettatori, di cui 2.825 anteprime, per un totale di 1.695 proiezioni